# Bentrix
Der Bentrix ist ein kleiner Fluss in Frankreich, der im Département Drôme in der Region Auvergne-Rhône-Alpes verläuft. Er entspringt in der Bergkette Montagne d’Angèle im Gemeindegebiet von Chaudebonne, entwässert generell Richtung Südsüdwest durch den Regionalen Naturpark Baronnies Provençales und mündet nach rund 15 Kilometern im Gemeindegebiet von Les Pilles, knapp an der Grenze zur benachbarten Gemeinde Condorcet, als rechter Nebenfluss in die Eygues.

## Orte am Fluss
(Reihenfolge in Fließrichtung)
- Brézil, Gemeinde Chaudebonne
- Les Chaudrons, Gemeinde Chaudebonne
- Le Monestier, Gemeinde Saint-Ferréol-Trente-Pas
- Saint-Ferréol-Trente-Pas
- Condorcet
- Les Pilles